# Khortaï
Le lévrier Khortaï  (russe : Хортая Борзая, transcrit : Khortaï Borzaïa) est un lévrier communément utilisé pour la chasse, en Ukraine, et dans le sud de la Russie. Il s'agit d'une variété locale non reconnue officiellement par la Fédération cynologique internationale.

## Description
Dans son habitat d'origine, la steppe, le khortaï est encore utilisé comme chien de chasse à vue. Ses proies sont des lièvres, des renards, des loups et des antilopes saïga. 
Il est extrêmement résistant sur les grandes distances (4 000 m) [réf. nécessaire] et peut chasser longuement après de courtes périodes de repos.
Bien qu'il chasse plutôt à l’œil, comme tous les lévriers, son nez est aussi très bien développé. Il peut ainsi suivre la piste olfactive d'un gibier perdu de vue.
De nombreuses combinaisons de couleurs sont admises : blanc, noir, crème de toutes les teintes, rouge, sable et bringé. La robe peut être unicolore ou pie (avec des marques blanches, ou blanche avec des marques de couleur). Le noir et le masque noir, gris ou avec marques rouges, brunes, rousses, sont communément admis.

## Histoire

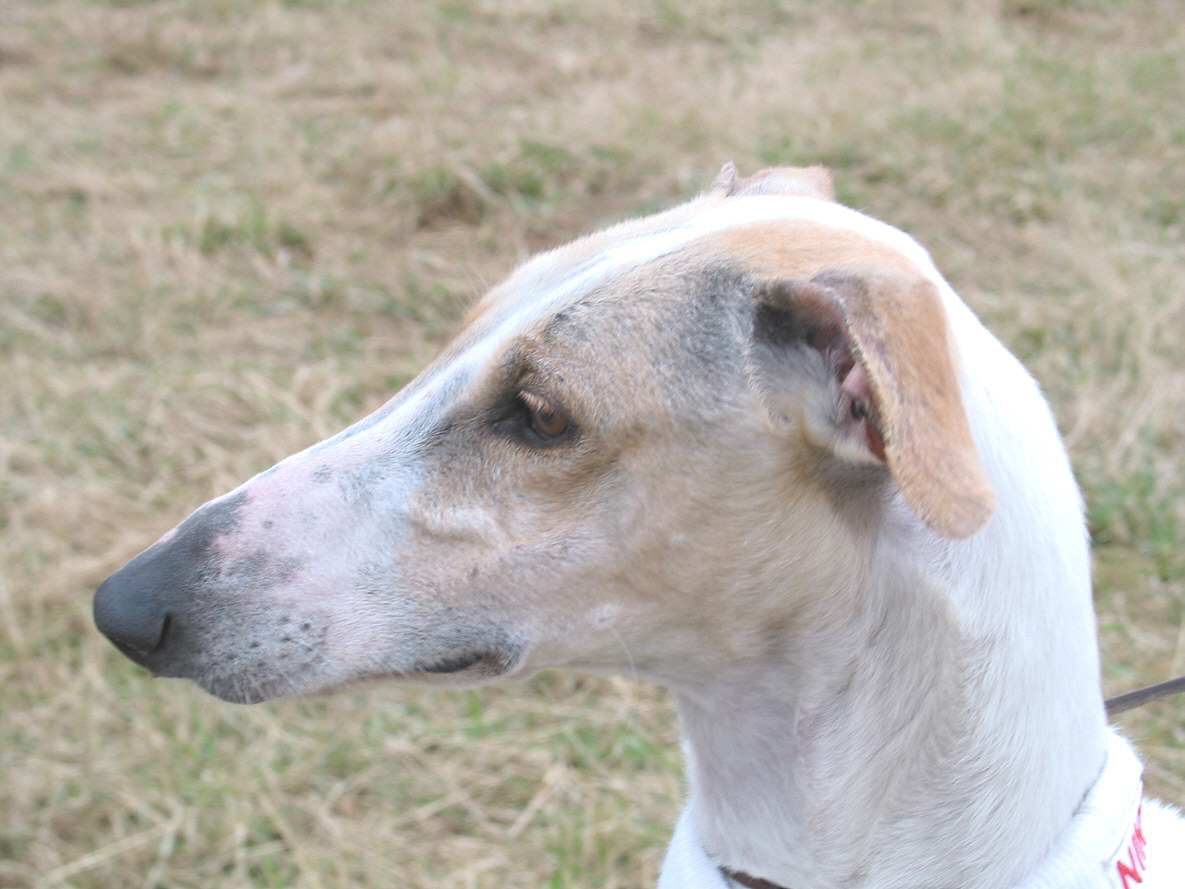
Portrait d'un khortaï.

Le khortaï est un lévrier de souche asiatique, une race canine ancienne. 
Sa zone de répartition géographique se situe dans les steppes du nord de la mer Noire, couvrant une région qui s'étend de l'Ukraine au sud de la Russie et à l'ouest du Kazakhstan. Il n'est donc pas lié à un peuple ou à un pays particulier. 
La Fédération cynologique russe (RKF) a homologué le premier standard de la race en 1951. 
Actuellement, on a recensé 2 500 à 3 500 khortaïs [réf. nécessaire] dans le monde entier, dont moins d'une douzaine à l'extérieur des frontières de la CEI [réf. nécessaire].

## Caractère
Le khortaï est attachant, assez obéissant et intelligent. Il n'est jamais agressif envers l'homme, même si — comme tous les lévriers — il est méfiant à l'égard des étrangers. Souvent élevé en meute, il est néanmoins assez bon gardien.
Il faut veiller à bien le socialiser pour qu'il ne chasse pas les animaux domestiques.

## Soins et santé
L'espérance de vie du khortaï dépend largement de son utilisation. 
Dans les régions où on l'utilise pour courser de grandes proies, en particulier des prédateurs, il arrive que des jeunes meurent au cours de la chasse.  
Mais non exposé à ce type d'accident, le khortaï peut très bien vivre en bonne santé jusqu'à 14-15 ans.